# Portrait de l'artiste par lui-même
Le Portrait de l'artiste par lui-même – ou simplement Autoportrait – est un tableau réalisé en 1945 par le peintre français Pierre Bonnard. De format vertical, cette huile sur toile est l'un des derniers autoportraits de l'artiste, qui disparaît en janvier 1947. Il se figure en buste, vêtu d'un peignoir orange, ses yeux comme remplacés par des trous dans son visage jaune. L'œuvre est conservée à la Fondation Bemberg, qui le considère comme l'un de ses chefs-d'œuvre. L'établissement muséal toulousain détient une autre toile de Bonnard dans laquelle il se peint, le plus ancien Autoportrait sur fond blanc, chemise col ouvert, datant de 1933 environ.

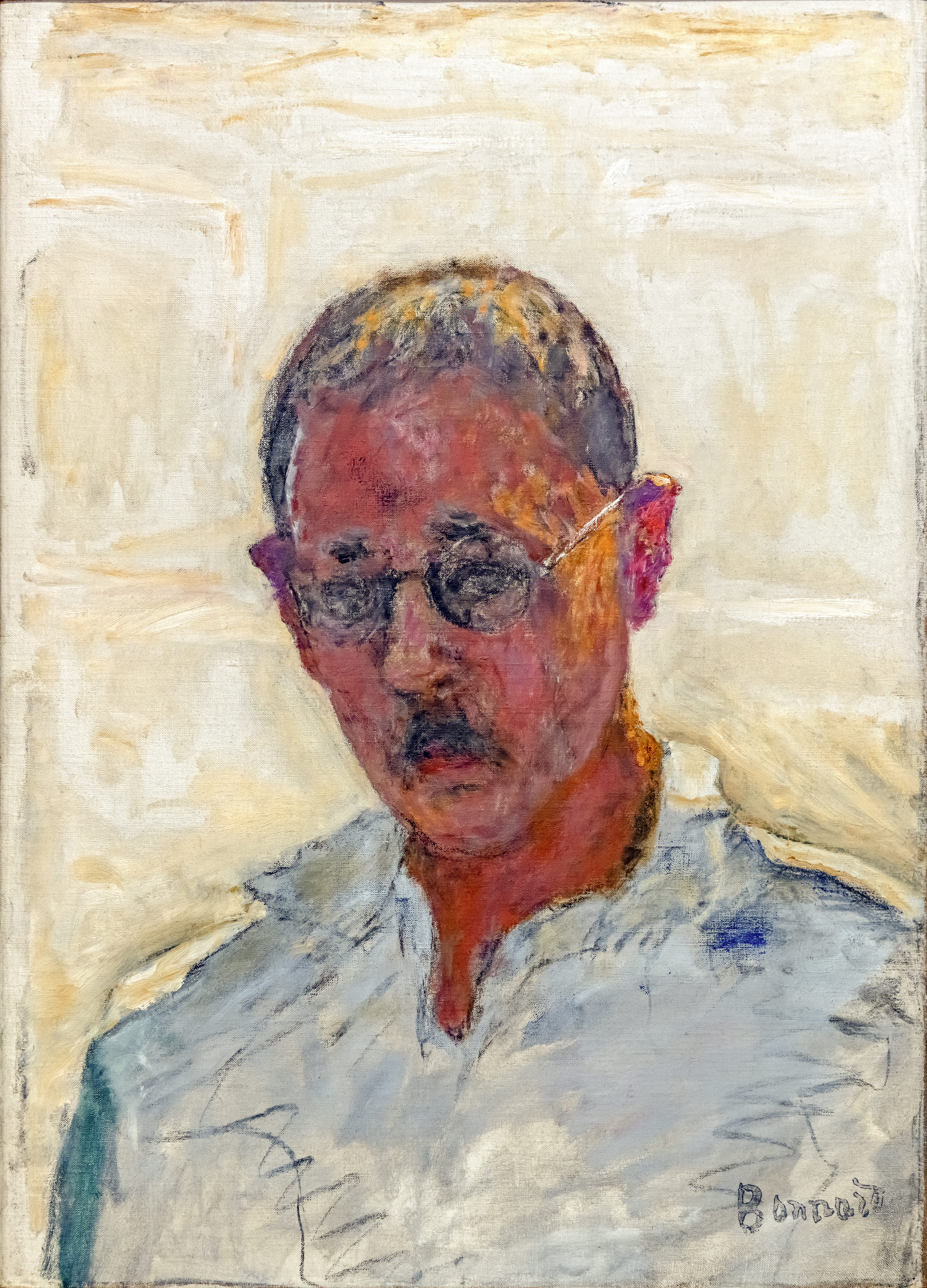
Autoportrait sur fond blanc, chemise col ouvert, vers 1933.